# Pilherodius pileatus
Pilherodius pileatus este o pasăre de apă⁠(d) endemică neotropicelor⁠(d), care locuiește în pădurile tropicale din centrul Panama până în sudul Braziliei. Este singura specie din genul Pilherodius și una dintre cele mai puțin cunoscute din familia stârcilor, Ardeidae. Se aseamănă superficial cu grupul stârcilor de noapte⁠(d), dar este activ în timpul zilei sau în amurg.

## Galerie

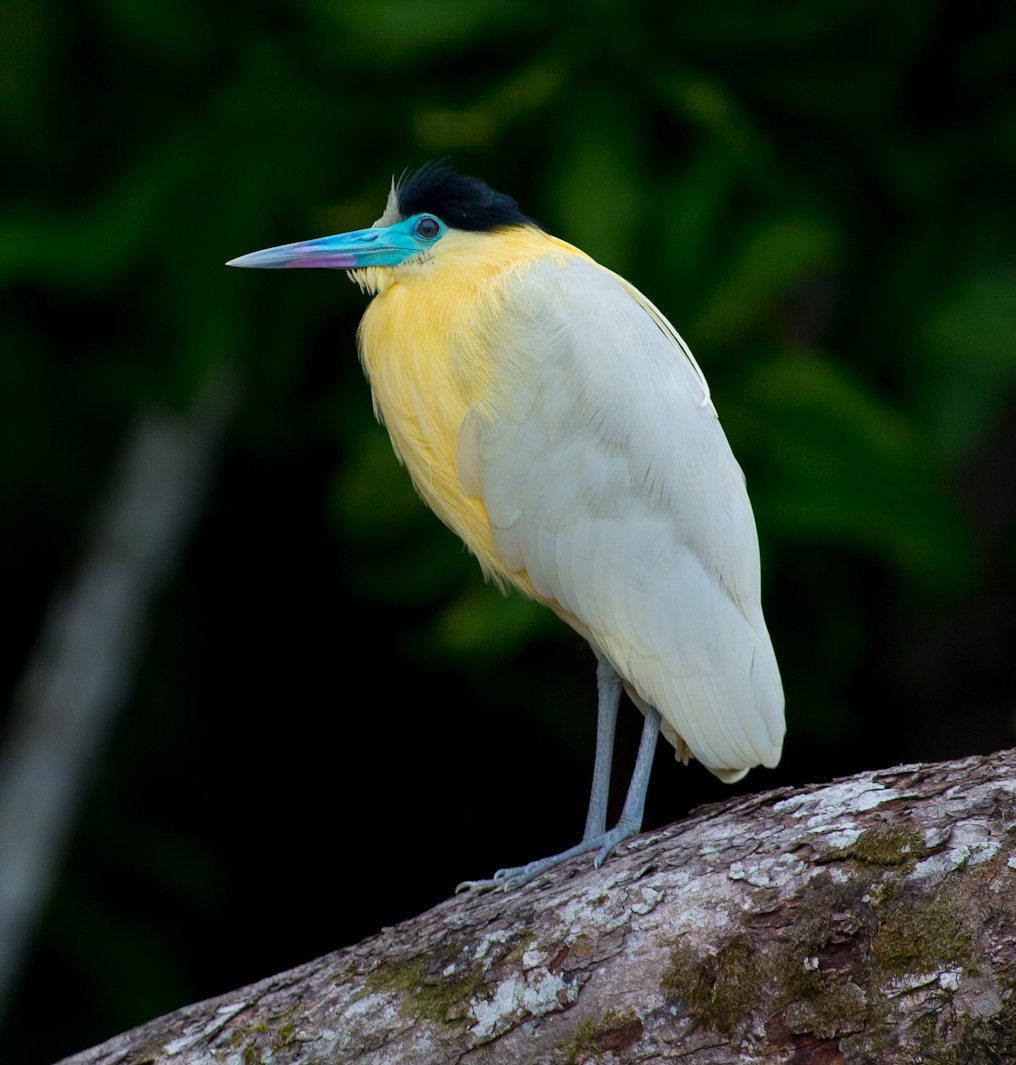
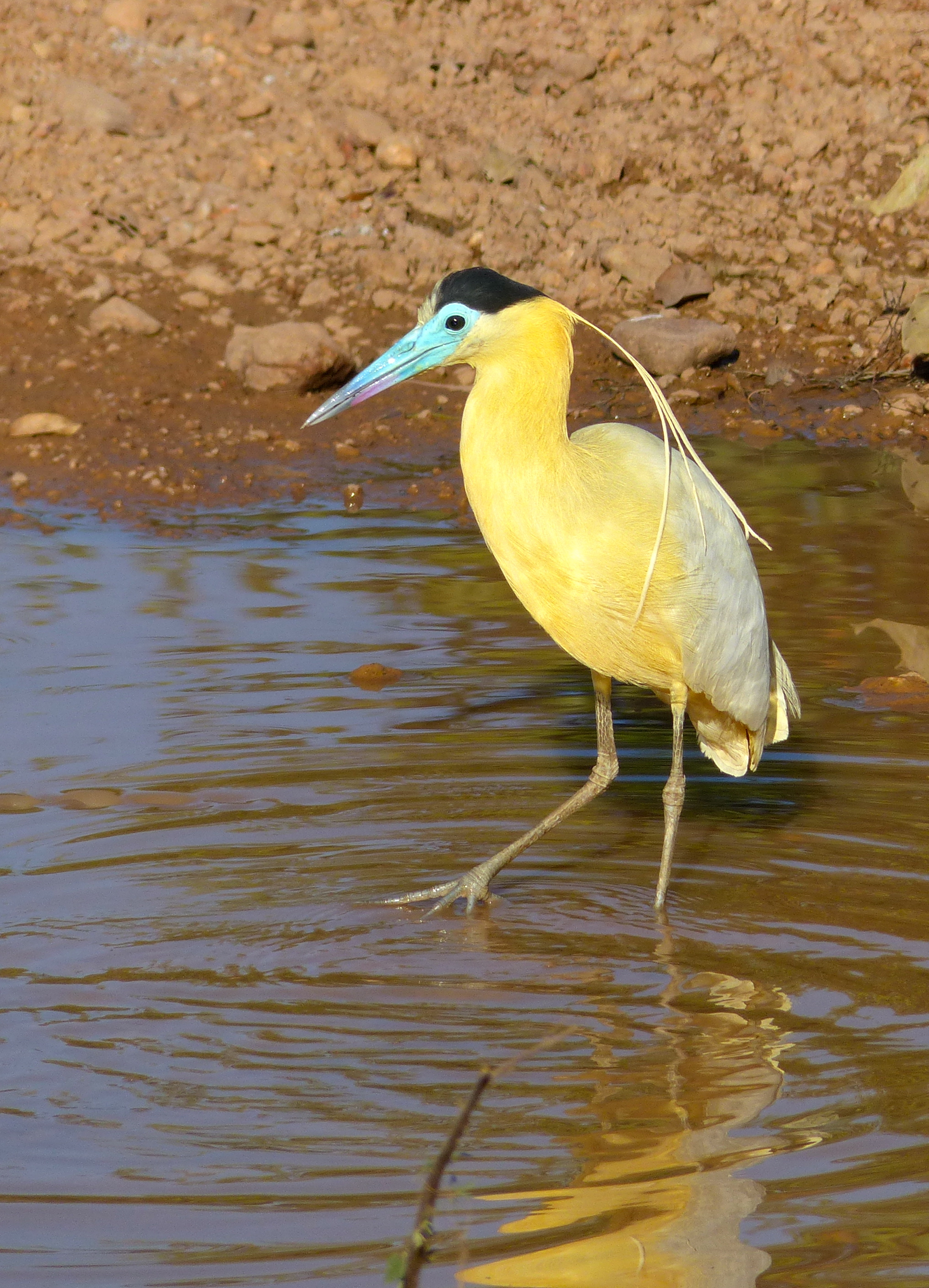
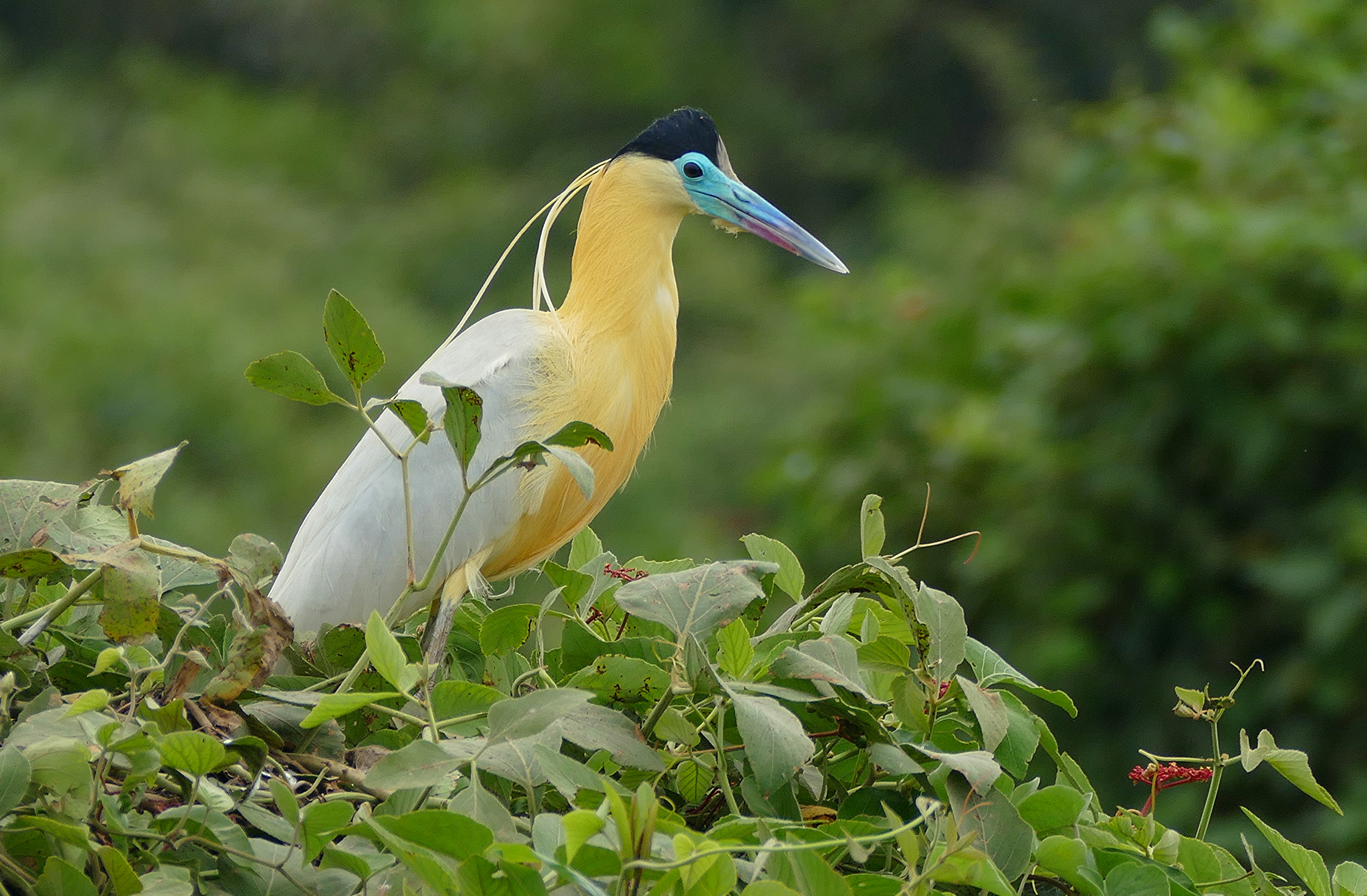
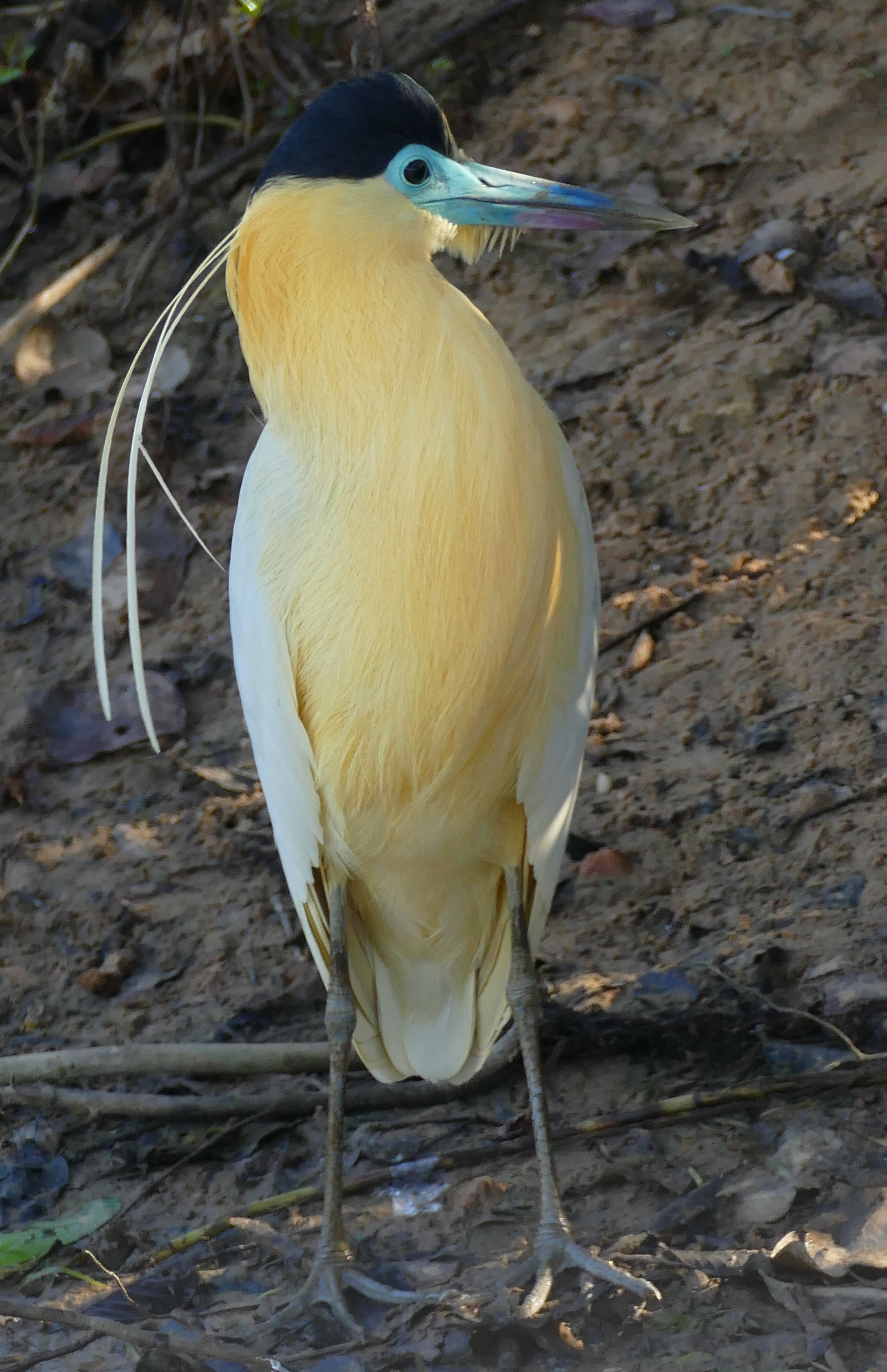